# Kansas City Chiefs 1987
La stagione 1987 dei Kansas City Chiefs è stata la 18ª nella National Football League e la 28ª complessiva.
A causa di uno sciopero dei giocatori la stagione fu accorciata di una partita e per tre gare furono impiegati giocatori di riserva. I Chiefs persero tutte quelle tre partite e non fecero meglio nelle restanti gare, terminando con un record di 4-11 un anno dopo avere fatto ritorno ai playoff.

## Roster
| Roster dei Kansas City Chiefs nel 1987 |
| --- |
| Quarterback - 14 Todd Blackledge - 9 Bill Kenney - 10 Frank Seurer Running Back - 46 Michael Clemons - 44 Herman Heard - 32 Larry Moriarty - 35 Christian Okoye FB - 26 Paul Palmer Wide Receiver - 88 Carlos Carson - 81 Darrell Colbert - 89 Henry Marshall - 83 Stephone Paige Tight End - 84 Paul Coffman - 85 Jonathan Hayes - 80 Mark Keel Offensive Linemen - 61 Mark Adickes G - 76 John Alt T - 58 Tom Baugh C - 51 Rick Donnalley C - 66 Dan Doubiago T - 75 Irv Eatman T - 79 Doug Hoppock G - 73 Brian Jozwiak T Defensive Linemen - 99 Mike Bell DE - 98 Leonard Griffin DE - 74 Pete Koch DT - 63 Bill Maas DT - 67 Art Still DE Linebacker - 55 Louis Cooper OLB/ILB - 50 Jack Del Rio - 95 Randy Frazier - 56 Dino Hackett ILB - 51 James Harrell - 57 Bruce Holmes - 96 Aaron Pearson Defensive Back - 34 Lloyd Burruss SS - 20 Deron Cherry FS - 25 Jack Epps - 29 Albert Lewis CB - 49 Teddy Nelson - 24 J.C. Pearson CB - 30 Mark Robinson - 31 Kevin Ross CB Special Team - 2 Kelly Goodburn P - 8 Nick Lowery K |
| Legenda - I rookie sono in corsivo. - Il primo ruolo è il principale mentre gli eventuali successivi indicano i ruoli secondari. - (IR) sta per Injured Reserve ed indica la lista ristretta per un solo giocatore infortunato che può tornare ad allenarsi dopo la settimana 6 e a rientrare in prima squadra dopo che questa ha giocato 8 partite. - (NF-Inj.) / (NF-Ill.) stanno rispettivamente per Non-Football Injured e Non-Football Illness ed indicano le liste dove viene inserito un giocatore che ha un infortunio o una malattia non dipendente dal football americano. - (PUP) sta per Physically Unable to Perform ed indica la lista dove viene inserito un giocatore mentre è in attesa di recuperare la condizione fisica. Nella stagione regolare dopo la sesta partita giocata dalla propria squadra, il giocatore ha tempo tre settimane per riprendere ad allenarsi, più tre settimane aggiuntive dal suo rientro agli allenamenti per rientrare in prima squadra.                                              |

## Calendario
| Stagione regolare |                   |                        |            |          |
| Turno             | Data              | Avversario             | Risultato  | Pubblico |
| 1                 | 13 settembre 1987 | San Diego Chargers     | V 20–13    | 56,940   |
| 2                 | 20 settembre 1987 | at Seattle Seahawks    | S 43–14    | 61,667   |
| –                 | 27 settembre 1987 | Minnesota Vikings      | cancellata |          |
| 3                 | 4 ottobre 1987    | at Los Angeles Raiders | S 35–17    | 10,708   |
| 4                 | 11 ottobre 1987   | at Miami Dolphins      | S 42–0     | 25,867   |
| 5                 | 18 ottobre 1987   | Denver Broncos         | S 26–17    | 20,296   |
| 6                 | 25 ottobre 1987   | at San Diego Chargers  | S 42–21    | 47,972   |
| 7                 | 1º novembre 1987  | at Chicago Bears       | S 31–28    | 63,498   |
| 8                 | 8 novembre 1987   | Pittsburgh Steelers    | S 17–16    | 45,249   |
| 9                 | 15 novembre 1987  | New York Jets          | S 16–9     | 40,718   |
| 10                | 22 novembre 1987  | Green Bay Packers      | S 23–3     | 34,611   |
| 11                | 26 novembre 1987  | at Detroit Lions       | V 27–20    | 43,820   |
| 12                | 6 dicembre 1987   | at Cincinnati Bengals  | S 30–27    | 46,489   |
| 13                | 13 dicembre 1987  | Los Angeles Raiders    | V 16–10    | 63,834   |
| 14                | 19 dicembre 1987  | at Denver Broncos      | S 20–17    | 75,053   |
| 15                | 27 dicembre 1987  | Seattle Seahawks       | V 41–20    | 20,370   |

## Classifiche
| AFC West            |    |    |   |      |     |      |     |     |     |
|                     | V  | S  | P | %    | DIV | CONF | PF  | PS  | STR |
| Denver Broncos(1)   | 10 | 4  | 1 | .700 | 7–1 | 8–3  | 379 | 288 | V2  |
| Seattle Seahawks(5) | 9  | 6  | 0 | .600 | 4–3 | 5–6  | 371 | 314 | S1  |
| San Diego Chargers  | 8  | 7  | 0 | .533 | 3–4 | 6–7  | 253 | 317 | S6  |
| Los Angeles Raiders | 5  | 10 | 0 | .333 | 2–6 | 3–8  | 301 | 289 | S3  |
| Kansas City Chiefs  | 4  | 11 | 0 | .267 | 3–5 | 3–9  | 273 | 388 | V1  |